# 第71ヘリコプター海洋打撃飛行隊 (アメリカ海軍)
第71ヘリコプター海洋打撃飛行隊（だい71ヘリコプターかいようだげきひこうたい、英: Helicopter Maritime Strike Squadron 71、略称：HSM-71）は、アメリカ海軍太平洋艦隊ヘリコプター海洋打撃航空団隷下のヘリコプター部隊。愛称はラプターズ。2007年10月4日に最初のMH-60R飛行隊として編成された。カリフォルニア州ノースアイランド海軍航空基地に所在し、空母「エイブラハム・リンカーン（USS Abraham Lincoln, CVN-72）」艦載の第9空母航空団を構成する飛行隊になっている。哨戒ヘリコプターとしてMH-60Rを運用する。

## 歴代運用機
- 哨戒ヘリコプター
  - MH-60R（2007年 - ）

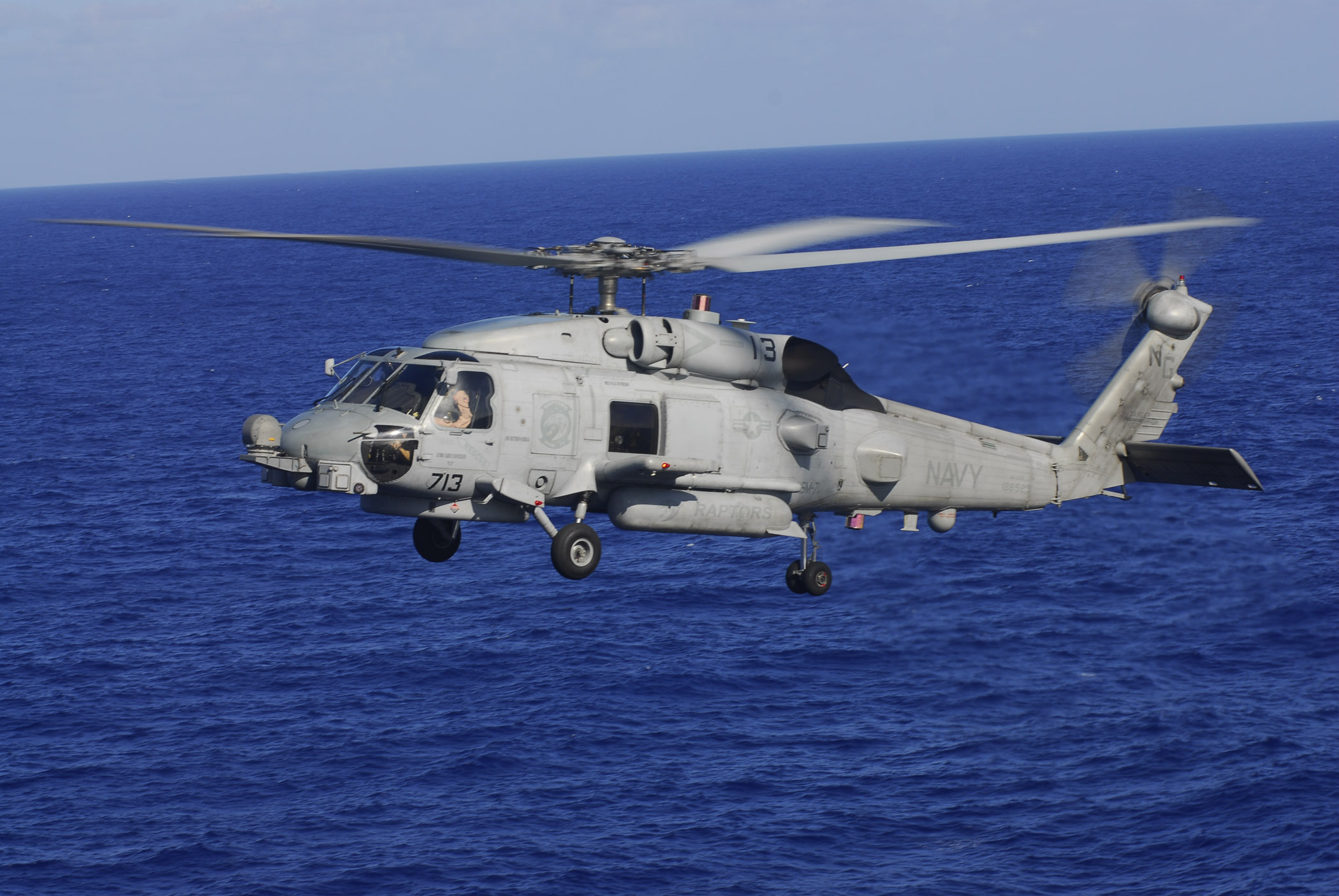
HSM-71が運用するMH-60R